# Isla Navidad (México)
Isla Navidad es un complejo turístico ubicado enfrente del poblado jalisciense de Barra de Navidad la península de La Culebra en el estado de Colima. La isla se encuentra localizada en los límites con el estado de Jalisco, a una hora y media manejando desde Manzanillo y a un lado del poblado de Colimilla. Dentro del mismo se encuentra ubicado un hotel con campo de golf ubicado frente al mar. Cuenta con una laguna y se encuentra rodeado de arrecifes en donde se encuentra una pequeña marina. La isla fue descubierta en el año de 1541 por el virrey Ricardo Solis Tapia ya que este arribó el 25 de diciembre, día de Navidad, de ahí su nombre. 